# 莫薩利斯克區

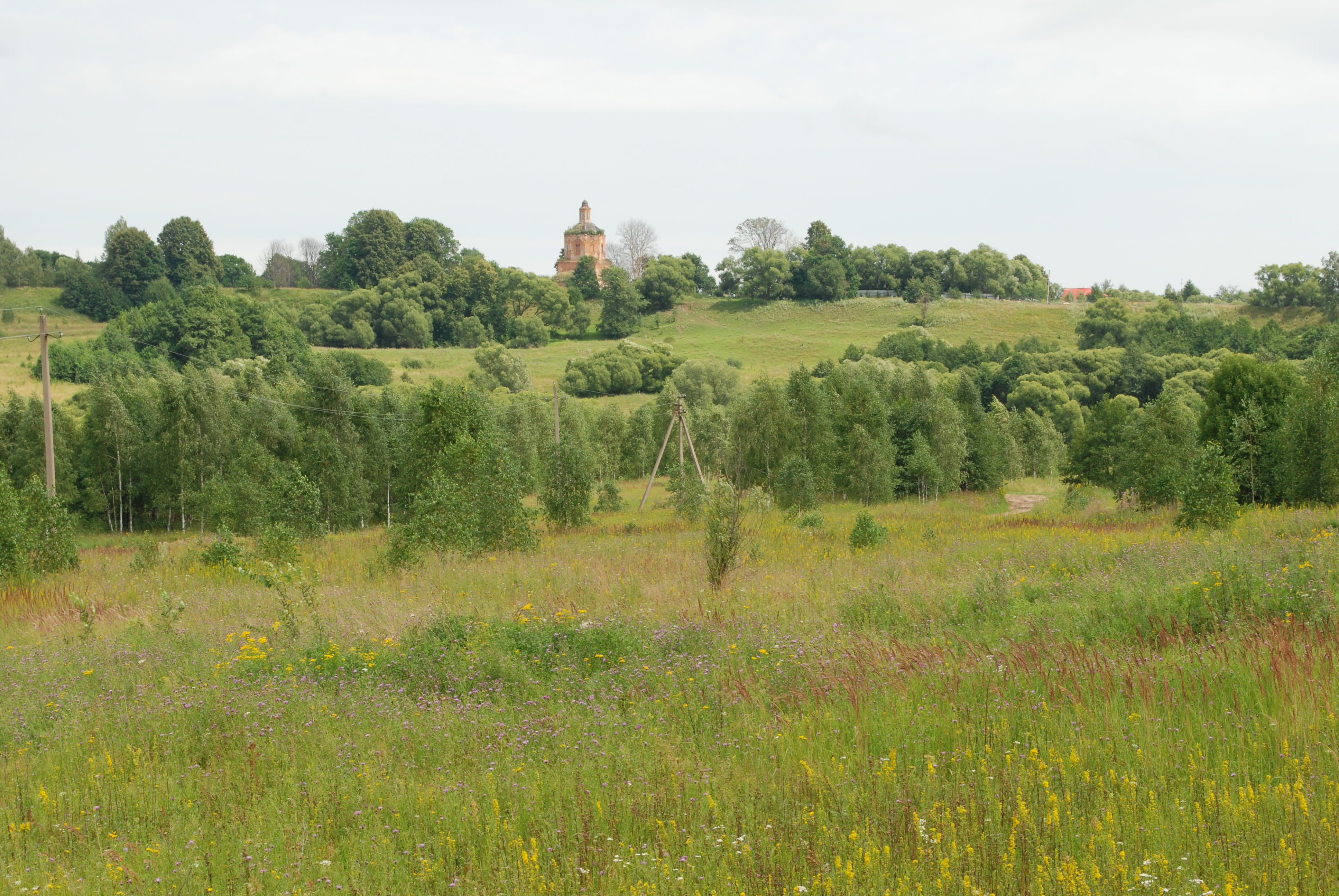

54°29′N 34°59′E / 54.483°N 34.983°E
莫薩利斯克區（俄语：Мосальский район），是俄羅斯的一個區，位於該國西部，由卡盧加州負責管轄，面積1,320平方公里，2010年該區人口9,094，人口密度每平方公里6.89人。